# Ricardo Ferretti
Ricardo Ferretti (* 22. Februar 1954 in Rio de Janeiro, Brasilien) ist ein brasilianischer Fußballtrainer und ehemaliger -spieler, der seit seinem Wechsel nach Mexiko im Sommer 1977 ausschließlich dort tätig ist.
Sein Bruder Fernando Ferretti war ebenfalls als Spieler und Trainer aktiv.

## Biografie

### Als Spieler
Der auch unter dem Spitznamen El Tuca bekannte Ricardo Ferretti begann seine Laufbahn als Profifußballspieler 1971 bei seinem Heimatverein Botafogo FR, für den er vier Jahre lang tätig war. Für die Saison 1975/76 wechselte er zum Stadtrivalen CR Vasco da Gama, bevor er 1976/77 beim ebenfalls in Rio de Janeiro ansässigen Bonsucesso FC anheuerte.
Anschließend führte ihn der Weg nach Mexiko, wo Ferretti zunächst eine Saison (1977/78) bei Atlas Guadalajara und die meiste Zeit bei den UNAM Pumas und den UANL Tigres unter Vertrag war. Nach einem Abstieg seines Vereines war Ferretti kurzzeitig arbeitslos, er schlief auf der Straße, spielte danach aber wieder bei Großklubs in Mexiko.

### Als Trainer
Nachdem er 1991 seine aktive Spielerkarriere in Diensten der UNAM Pumas beendet hatte, übernahm Ferretti beim selben Verein das Amt des Cheftrainers, hatte in diesen fünf Jahren jedoch keine nennenswerten Erfolge zu verzeichnen. Dies änderte sich mit seinem Wechsel nach Guadalajara, wo er nach einem Jahr die Meisterschaft gewann und anderthalb Jahre später noch einmal ins Meisterschaftsfinale vorstieß. Im Sommer 2000 wechselte el Tuca Ferretti nach Monterrey und trainierte die Tigres, mit denen er im Winter 2001 ebenfalls die Finalspiele erreichte.
In der Saison 2003/04 betreute er den Deportivo Toluca FC, mit dem er wenige Monate nach seiner Amtsübernahme den CONCACAF Champions’ Cup und den Campeón de Campeones gewann.
Von 2006 bis 2010 war er erneut für die Pumas de la UNAM im Einsatz. Nach seiner dritten Vizemeisterschaft in der Apertura 2007 gewann er mit den Pumas seinen zweiten Meistertitel in Mexiko in der Clausura 2009.
Von 2010 bis 2021 war Ferretti elf Jahre lang Trainer der UANL Tigres, mit denen er in diesem Zeitraum fünfmal die mexikanische Fußballmeisterschaft sowie je einmal den einheimischen Pokalwettbewerb und die CONCACAF Champions League gewann. Zu seinen weiteren großen Erfolgen gehörten die Finalteilnahmen der UANL Tigres in der Copa Libertadores (2015) und der erstmalige Finaleinzug einer mexikanischen Mannschaft bei der FIFA-Klub-Weltmeisterschaft (2020).
Am 29. Juni 1993 betreute Ricardo Ferretti als Aushilfscoach die mexikanische Fußballnationalmannschaft in einem Freundschaftsspiel gegen Costa Rica, das mit 2:0 gewonnen wurde. Die feste Leitung der mexikanischen Nationalelf lehnte er aber ab. Als Ferretti die mexikanische Nationalmannschaft im Oktober 2015 zum zweiten Mal als Interimstrainer betreute, gelang ihm durch einen 3:2-Erfolg über die US-amerikanische Fußballnationalmannschaft die Qualifikation für den FIFA-Konföderationen-Pokal 2017. Ende 2018 betreute Ferretti die Nationalmannschaft noch einmal für 6 Freundschaftsspiele.
In seiner langjährigen Trainerkarriere wurde Ferretti niemals entlassen und holte bislang 15 Titel.

## Erfolge

### Als Spieler
- Mexikanischer Meister: 1981 (mit UNAM Pumas)
- Vizemeister: 1985 und 1988 (mit UNAM Pumas)
- Copa Interamericana: 1981 (mit UNAM Pumas)
- CONCACAF Champions Cup: 1980 und 1982 (mit UNAM Pumas)

### Als Trainer
- Mexikanischer Meister: Verano 1997 (mit Guadalajara), Clausura 2009 (mit UNAM Pumas), Apertura 2011, Apertura 2015, Apertura 2016, Apertura 2017, Clausura 2019 (mit UANL Tigres)
- Mexikanischer Pokalsieger: Clausura 2014 (mit UANL Tigres)
- Campeón de Campeones: 2003 (mit Toluca), 2016, 2017, 2018 (mit UANL Tigres)
- Sieger der InterLiga: 2006 (mit UANL Tigres)
- Sieger der CONCACAF Champions League: 2003 (mit Toluca), 2020 (mit UANL Tigres)
- Vizeweltmeister der FIFA-Klub-Weltmeisterschaft: 2020 (mit UANL Tigres)
- Finalist der Copa Libertadores: 2015 (mit UANL Tigres)